# George Read
Pour les articles homonymes, voir Read.
George Read, né le 18 septembre 1733 dans le comté de Cecil et mort le 21 septembre 1798 à New Castle, est un juriste et homme politique américain ayant été gouverneur du Delaware.
Il est l'un des signataires de la Déclaration d'indépendance des États-Unis et de la Constitution des États-Unis.